# Honda HP-X
Honda HP-X – sportowy koncepcyjny samochód Hondy z 1984 roku stworzony we współpracy ze znanym studiem projektowym Pininfarina przedsmak Hondy NSX wyposażony w centralnie umiejscowiony silnik V6 o pojemności 2 lub 3 litrów, który napędzał auto na tylną oś.
Pojazd powstał, by ukazać współczesne możliwości Hondy. Auto posiada bardzo opływowe nadwozie oraz przezroczystą kopułę z plexiglasu, która pełniła funkcję dachu oraz szyb. Pojazd nie posiadał tradycyjnych drzwi. Wejść do pojazdu można było dzięki przezroczystemu, ruchomemu kokpitowi. We wnętrzu znajdowały się jedynie dwa fotele. Samochód wyposażono w 14-calowe koła z przodu oraz 13-calowe z tyłu.